# 君を探してた
『君を探してた』（きみをさがしてた、原題：Koi... Mil Gaya）は、2003年に公開されたインドのSF映画。ラケシュ・ローシャンが監督を務め、彼の息子リティク・ローシャンが主役を務めている。ヒロイン役には当初アイシュワリヤー・ラーイが起用されることになっていたが、彼女が降板したためプリーティ・ジンタが起用された。撮影はカソーリ、ナイニタール、ビムタル、カナダで行われ、2003年8月8日に公開された。
本作はボリウッド初のSF映画と認識されている。映画の成功により『クリッシュシリーズ』は複数の続編・スピンオフが製作された。『E.T.』の影響を強く受けていると指摘されているが、ラケシュ・ローシャンは「『君を探してた』はインド版『E.T.』ではない」と否定している。

## キャスト
- ソニア・メーラ - レーカー
- ロヒット・メーラ - リティク・ローシャン
- ニーシャ - プリーティ・ジンタ
- ハーバンス・サクセナ - プレーム・チョープラー（英語版）
- ラージ・サクセナ - ラジャット・ベディ（英語版）
- チェララム - ジョニー・リーヴァル（英語版）
- クルシード・カーン警部 - ムケーシュ・リシ（英語版）
- サンジャイ・メーラ - ラケシュ・ローシャン（英語版）（特別出演）
- インドゥ - ベーナ・バナルジー（英語版）

## 評価

### 批評
Rotten Tomatoesには8件のレビューが寄せられ支持率75%、平均評価5.4/10となっている。

### 受賞
| 映画賞                           | 部門                                 | 対象                                                                | 結果 |
| -------------------------------- | ------------------------------------ | ------------------------------------------------------------------- | ---- |
| 第51回国家映画賞                 | その他の社会問題に関する映画賞       | ラケシュ・ローシャン                                                | 受賞 |
| 第51回国家映画賞                 | 振付賞                               | ファラー・カーン（「Idhar Chala」）                                 | 受賞 |
| 第51回国家映画賞                 | 特殊効果賞                           | ビムニ・スペシャル・エフェクト・スタジオ デジタル・アート・メディア | 受賞 |
| 第49回フィルムフェア賞           | 作品賞                               | ラケシュ・ローシャン                                                | 受賞 |
| 第49回フィルムフェア賞           | 監督賞                               | ラケシュ・ローシャン                                                | 受賞 |
| 第49回フィルムフェア賞           | 主演男優賞                           | リティク・ローシャン                                                | 受賞 |
| 第49回フィルムフェア賞           | 審査員選出男優賞                     | リティク・ローシャン                                                | 受賞 |
| 第49回フィルムフェア賞           | 振付賞                               | ファラー・カーン（「Idhar Chala」）                                 | 受賞 |
| スター・スクリーン・アワード     | 作品賞                               | ラケーシュ・ローシャン                                              | 受賞 |
| スター・スクリーン・アワード     | 監督賞                               | ラケーシュ・ローシャン                                              | 受賞 |
| スター・スクリーン・アワード     | 主演男優賞                           | リティク・ローシャン                                                | 受賞 |
| スター・スクリーン・アワード     | 振付賞                               | ファラー・カーン（「Idhar Chala」）                                 | 受賞 |
| スター・スクリーン・アワード     | 特殊効果賞                           | ビムニ・スペシャル・エフェクト・スタジオ デジタル・アート・メディア | 受賞 |
| 製作者組合映画賞                 | 作品賞                               | ラケシュ・ローシャン                                                | 受賞 |
| 製作者組合映画賞                 | 監督賞                               | ラケシュ・ローシャン                                                | 受賞 |
| 製作者組合映画賞                 | 主演男優賞                           | リティク・ローシャン                                                | 受賞 |
| 製作者組合映画賞                 | 特殊効果賞                           | ビムニ・スペシャル・エフェクト・スタジオ デジタル・アート・メディア | 受賞 |
| 第5回国際インド映画アカデミー賞  | 監督賞                               | ラケシュ・ローシャン                                                | 受賞 |
| 第5回国際インド映画アカデミー賞  | 主演男優賞                           | リティク・ローシャン                                                | 受賞 |
| 第5回国際インド映画アカデミー賞  | 録音賞                               | サティーシュ・グプタ                                                | 受賞 |
| 第5回国際インド映画アカデミー賞  | 音響賞                               | ジェーテンドラ・チャウダリー                                        | 受賞 |
| 第5回国際インド映画アカデミー賞  | 特殊効果賞                           | ビムニ・スペシャル・エフェクト・スタジオ デジタル・アート・メディア | 受賞 |
| 第10回国際インド映画アカデミー賞 | Director of the Decade               | ラケシュ・ローシャン                                                | 受賞 |
| ボリウッド映画賞                 | 主演男優賞                           | リティク・ローシャン                                                | 受賞 |
| ボリウッド映画賞                 | 審査員選出主演男優賞                 | リティク・ローシャン                                                | 受賞 |
| ボリウッド映画賞                 | 助演女優賞                           | レーカー                                                            | 受賞 |
| ボリウッド映画賞                 | 振付賞                               | ファラー・カーン                                                    | 受賞 |
| ボリウッド映画賞                 | 特殊効果賞                           | ビムニ・スペシャル・エフェクト・スタジオ デジタル・アート・メディア | 受賞 |
| ジー・シネ・アワード             | 作品賞                               | ラケシュ・ローシャン                                                | 受賞 |
| ジー・シネ・アワード             | 監督賞                               | ラケシュ・ローシャン                                                | 受賞 |
| ジー・シネ・アワード             | 主演男優賞                           | リティク・ローシャン                                                | 受賞 |
| ジー・シネ・アワード             | 女性スーパースター・オブ・ザ・イヤー | プリーティ・ジンタ                                                  | 受賞 |
| ジー・シネ・アワード             | 振付賞                               | ガネーシュ・ヘグデ（「Its Magic」）                                 | 受賞 |
| ジー・シネ・アワード             | 特殊効果賞                           | ビムニ・スペシャル・エフェクト・スタジオ デジタル・アート・メディア | 受賞 |

## 外部サイト
- Koi... Mil Gaya - IMDb（英語）